# Kristin Lehman
Kristin Lehman (New Westminster, 3 de mayo de 1972) es una actriz y bailarina canadiense.
Lehman nació en New Westminster, Columbia Británica, y creció en Vancouver donde se entrenó en ballet clásico en la Academia de Danza por ocho años. Es vegetariana. El papel más reciente de Lehman fue en la serie de FOX Drive. Actualmente vive en Toronto y Los Ángeles.

## Filmografía
- The Commish (1 episodio, "Off Broadway: Parte 1", 1995) .... Cynthia
- Forever Knight (4 episodios, "The Black Buddha: Parte 2", "Hearts of Darkness", "Trophy Girl" y "Ashes to Ashes", 1995-1996) .... Urs
- Ed McBain's 87th Precinct: Ice (1996) (TV) .... Tina
- Due South (1 episodio, "Flashback", 1996) .... Rhonda
- Alaska (1996) .... Florence
- F/X: The Series (1 episodio, "F/X: The Illusion", 1996) .... Katiya
- Kung Fu: The Legend Continues (6 episodios, "Black Widow", "Who Is Kwai Chang Caine?", "Dark Side of Chi", "Time Prisoners", "Requiem" y "A Shaolin Christmas", 1996) .... Jordan
- The Outer Limits (4 episodios, "Falling Star", "Dead Man's Switch", "Stasis" y "Time to Time", 1996-2001) .... Janet Marshall, Katya Rubinov, Larissa y Lorelle Palmer
- Psi Factor: Chronicles of the Paranormal (1 episodio, "The Undead, The/Stalker", 1997) .... Jackie Kinley aka Julie Bright
- Bliss (1997) .... Scope/Steps Woman
- Bleeders (1997) .... Kathleen Strauss
- Once a Thief (1 episodio, "Art of Death", 1997) .... Alexa Lundqist
- Earth: Final Conflict (1 episodio, "Resurrection", 1997) .... Cynthia Clarkson
- The X-Files (1 episodio, "Kill Switch", 1998) .... Esther Nairn
- Dog Park (1998) .... Keiran
- Poltergeist: The Legacy (36 episodios, 1998-1999) .... Kristin Adams
- Dinner at Fred's (1999) .... Sarah Billings
- Strange World (1999) (TV) .... Dr. Sidney MacMillan
- Strange World (13 episodios, 1999-2002) .... Dr. Sidney MacMillan
- The Way of the Gun (2000) .... Francesca Chidduck
- Felicity (4 episodios, "Girlfight", "Blackout", "The Break-Up Kit" y "Senioritis", 2001) .... Avery Swanson
- Go Fish (4 episodios, "Go P.D.A.", "Go Four-Point Plan", "Go Student Council" y "Go Wrestling", 2001) ....
- UC: Undercover (1 episodio, "Manhunt", 2002) .... Diane Robertson
- Verdict in Blood (2002) (TV) .... Shannon Blackwell
- The Twilight Zone (1 episodio, "Dead Man's Eyes", 2002) .... Becca Niles
- Andromeda (2 episodios, "Lava and Rockets" y "Waking the Tyrant's Device", 2002-2003) .... Molly Noguchi
- Judging Amy (20 episodios, 2002-2003) .... Dr. Lily Reddicker
- Century City (9 episodios, 2004) .... Lee May Bristol
- The Chronicles of Riddick: Escape from Butcher Bay (2004) (VG) .... Shirah (voz)
- The Chronicles of Riddick (2004) .... Shirah
- Kevin Hill (1 episodio, "Going for the Juggler", 2004) .... Serena Quinn
- Rapid Fire (2005) (TV) .... Angela
- Puppets Who Kill (1 episodio, "Buttons on a Hot Tin Roof", 2005) .... Honeypot
- Tilt (9 episodios, 2005) .... Ellen
- G-Spot (8 episodios, 2005) .... Francesca
- Lie with Me (2005) .... Rachel
- Burnt Toast (2005) (TV) .... Debra
- Damages (2006) (TV) .... Susan Keever
- Killer Instinct (12 episodios, 2005-2006) .... Detective Danielle Carter
- Playing House (2006) (TV) .... Marina
- The Sentinel (2006) .... Cindy Breckinridge
- Prison Break (2 episodio, "Rendezvous" y "Bolshoi Booze", 2006) .... Jane Phillips
- Backyards & Bullets (2007) (TV) .... Caroline Garrison
- Drive (7 episodios, 2007) .... Corinna Wiles
- The Gathering (2007) TV miniseries .... Ann Foster
- Human Target (1 episodio, "Run", 2010) .... Allyson
- The Killing (26 episodios, 2011-2012) .... Gwen Eaton
- Castle (1 episodio, "Eye of the Beholder", 2011).... Serena Kaye
- La tapadera (1 episodio, "Chapter Four", 2012).... Dr. Elle Larson
- Arthur Newman (2012).... Mary Alice
- The Listener (1 episodio, "The bank job", 2012).... Anna Curtis
- The Dark Corner (2013) TV Mini-Series ..... Detective Angie Flynn
- El loft (2014) .... Detective Huggins
- Motive (52 episodios, 2013-2016) .... Angie Flynn
- Altered Carbon (7 episodios, 2017) .... Miriam Bancroft
- Saving Hope (2017) .... Rachel Carter
- Ghost Wars (13 episodios, 2017)...Mary
- Rogue (6 episodios, 2017) ..... Theresa Archer
- Reel Women Seen (Corto) .... Fisher